# 5463 Danwelcher
5463 Danwelcher eller 1985 TO är en asteroid i huvudbältet som upptäcktes den 15 oktober 1985 av den amerikanske astronomen Edward L.G. Bowell vid Anderson Mesa Station. Den är uppkallad efter den amerikanske kompositören Dan Welcher.
Asteroiden har en diameter på ungefär 5 kilometer.